# هنینگ مای

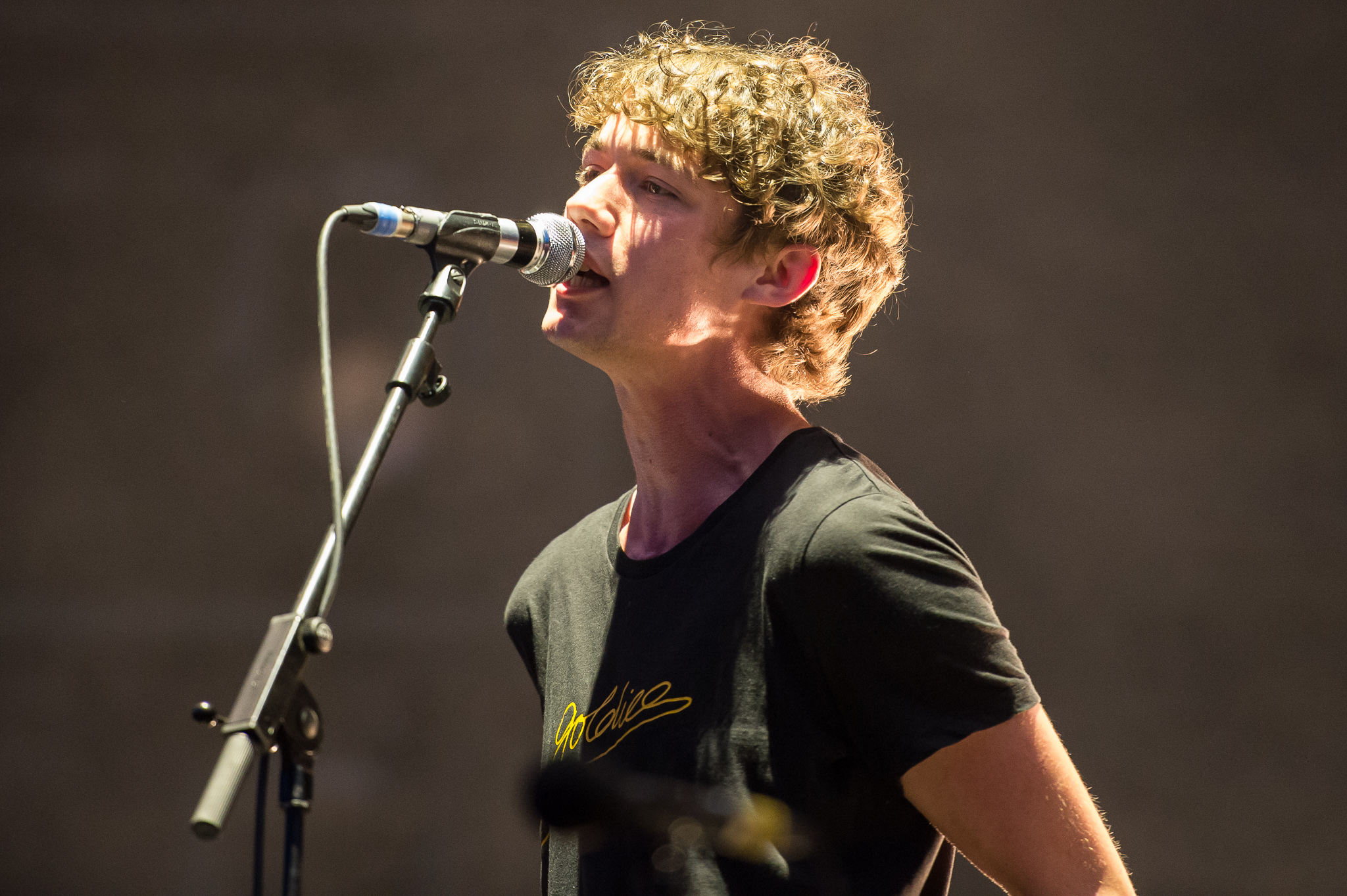
هنینگ می در سال ۲۰۱۷

هنینگ می (آلمانی: Henning May؛ ۱۳) ژانویه ۱۹۹۲ در کلن، نام اصلی: هنینگ گیمکه) موسیقی‌دان آلمانی و خواننده گروه آنن‌می‌کانتریت است. وی با دیگر خوانندگان (مانند یویو) نیز همکاری داشته‌است که ترانه‌هایشان در چارت آلمان به رتبه یک رسیده‌است.

## ترانه‌شناسی

### با آنن‌می‌کانتریت
- به مقاله آنن‌می‌کانتریت مراجعه کنید

### مهمان
- 2015: KIZ. - Hurra die Welt geht unter
- ۲۰۱۹: یویو - گمشده در آلبوم Bling Bling